# Riksdagsvalget i Sverige 1928
Riksdagsvalget i Sverige 1928 var valget til den Sveriges Rigsdags Andra kammaren, valget blev afholdt den 15.-21. september 1928.

## Valgresultat
| Parti                 | Parti                                     | Partiledere           | Stemmer            | Stemmer | Stemmer | Mandatfordeling | Mandatfordeling |
| Parti                 | Parti                                     | Partiledere           | Antal              | %       | +− %    | Antal           | +−              |
| --------------------- | ----------------------------------------- | --------------------- | ------------------ | ------- | ------- | --------------- | --------------- |
|                       | Sveriges socialdemokratiska arbetareparti | Per Albin Hansson     | 873 931            | 37,0    | −4,1    | 90              | −14             |
|                       | Allmänna valmansförbundet                 | Arvid Lindman         | 692 434            | 29,4    | +3,2    | 73              | +8              |
|                       | Frisinnade folkpartiet                    | Carl Gustaf Ekman     | 303 995            | 12,9    | −0,1    | 28              | +−0             |
|                       | Bondeförbundet                            | Olof Olsson           | 263 501            | 11,2    | +0,4    | 27              | +4              |
|                       | Sveriges kommunistiska parti              | Nils Flyg             | 151 567            | 6,4     | +2,8    | 8               | +3              |
|                       | Liberala riksdagspartiet                  | Eliel Löfgren         | 70 820             | 3,0     | −0,9    | 4               | −1              |
|                       | Fred och rätt                             | ?                     | 1 037              | 0,1     | —       | —               | —               |
|                       | Mot monopolen                             | ?                     | 712                | 0,0     | —       | —               | —               |
|                       | Fria listan                               | ?                     | 301                | 0,0     | —       | —               | —               |
|                       | Kvinnolistan                              | ?                     | 186                | 0,0     | —       | —               | —               |
|                       | Västgötaallmogens fria grupp              | ?                     | 175                | 0,0     | —       | —               | —               |
|                       | Øvrige partier                            | —                     | 152                | 0,0     | —       | —               | —               |
| Antal gyldige stemmer | Antal gyldige stemmer                     | Antal gyldige stemmer | 2 358 811          | 100,00  |         | 230             |                 |
| Ugyldige stemmer      | Ugyldige stemmer                          | Ugyldige stemmer      | 4 490              |         |         |                 |                 |
| Totalt                | Totalt                                    | Totalt                | 2 363 168 (67,4 %) |         |         |                 |                 |

- Fred och rätt opstillede kun i Södermanlands läns valgkreds.
- Mot monopolen opstillede kun i Örebro läns valgkreds.
- Fria listan opstillede kun i Hallands läns valgkreds.
- Kvinnolistan opstillede kun i Stockholms stads valgkreds.
- Västgötaallmogens fria grupp opstillede kun i Skaraborgs läns valgkreds.

Kilde: SCB: Riksdagsmannavalen 1925-1928